# Lamposaari (ö i Södra Karelen, lat 61,12, long 28,35)
Lamposaari är en ö i Finland. Den ligger i sjön Saimen och i kommunen Villmanstrand i landskapet Södra Karelen, i den södra delen av landet, 210 km nordost om huvudstaden Helsingfors. Öns area är 7,3 hektar och dess största längd är 460 meter i nord-sydlig riktning.